# Danilo (futbolista nacido en 1984)
Danilo Larangeira (São Bernardo do Campo, São Paulo, Brasil, 10 de mayo de 1984), más conocido como Danilo, es un exfutbolista brasileño. Jugaba de como denfensa y su último equipo fue el Parma Calcio 1913 en la temporada 2021-22.

## Carrera
En 2009 llegó a Palmeiras en calidad de préstamo y con profunda sospecha, después de dejar el Atlético Paranaense por la pelea con el entrenador Geninho el año anterior. De a poco fue agarrando la confianza que necesitaba para tener buenas actuaciones dentro de la cancha. Al final de la temporada 2009, finalizó su préstamo con el club paulista que terminó comprando su pase por 1 millón de Euros donde el jugador tenía la intención de fichar por el Liverpool F. C. o la ACF Fiorentina que mostraron interés en él.
Fue el jugador que más vistió la camiseta del Verdão en 2009, donde jugó 64 de 71 partidos.
El 15 de abril de 2010, durante un partido de la Copa de Brasil, las cámaras grabaron a Danilo ofendiendo de "mono" al defensor Manuel de su antiguo club Atlético-PR. El club Paranaense abrió una investigación después de acusar al jugador de racismo.
En verano de 2011 pasa a formar parte del club italiano Udinese. El 16 de agosto de 2018 fue cedido al Bolonia.

## Clubes
| Club                | País   | Año       |
| ------------------- | ------ | --------- |
| Paulista F. C.      | Brasil | 2003      |
| Ituano F. C.        | Brasil | 2003      |
| Paulista F. C.      | Brasil | 2004-2005 |
| Atlético Paranaense | Brasil | 2005-2008 |
| S. E. Palmeiras     | Brasil | 2009-2011 |
| Udinese Calcio      | Italia | 2011-2018 |
| Bolonia F. C. 1909  | Italia | 2018-2021 |
| Parma Calcio 1913   | Italia | 2021-2022 |

## Estadísticas
| Club                | Temporada    | Liga     | Liga  | Estadual | Estadual | Copa nacional | Copa nacional | Copa internacional | Copa internacional | Total    | Total |
| Club                | Temporada    | Partidos | Goles | Partidos | Goles    | Partidos      | Goles         | Partidos           | Goles              | Partidos | Goles |
| ------------------- | ------------ | -------- | ----- | -------- | -------- | ------------- | ------------- | ------------------ | ------------------ | -------- | ----- |
| Ituano              | 2003         | 30       | 1     | —        | —        | 4             | 0             | —                  | —                  | 34       | 1     |
| Ituano              | Total        | 30       | 1     | 0        | 0        | 4             | 0             | 0                  | 0                  | 34       | 1     |
| Paulista            | 2003         | 5        | 1     | 17       | 0        | —             | —             | —                  | —                  | 22       | 1     |
| Paulista            | 2004         | 36       | 3     | 19       | 1        | 1             | 0             | —                  | —                  | 56       | 4     |
| Paulista            | Total        | 41       | 4     | 36       | 1        | 1             | 0             | 0                  | 0                  | 78       | 5     |
| Atlético Paranaense | 2005         | 36       | 2     | 15       | 1        | 3             | 0             | 12                 | 1                  | 66       | 4     |
| Atlético Paranaense | 2006         | 35       | 2     | 17       | 3        | 3             | 0             | 7                  | 0                  | 62       | 5     |
| Atlético Paranaense | 2007         | 34       | 2     | 19       | 1        | 7             | 0             | 2                  | 0                  | 62       | 3     |
| Atlético Paranaense | 2008         | 26       | 3     | 14       | 2        | 2             | 0             | 4                  | 1                  | 46       | 6     |
| Atlético Paranaense | Total        | 131      | 9     | 65       | 7        | 15            | 0             | 25                 | 2                  | 236      | 18    |
| Palmeiras           | 2009         | 35       | 4     | 21       | 0        | —             | —             | 10                 | 0                  | 66       | 4     |
| Palmeiras           | 2010         | 28       | 1     | 16       | 1        | 8             | 0             | 8                  | 1                  | 60       | 3     |
| Palmeiras           | 2011         | 4        | 0     | 15       | 1        | 7             | 1             | 0                  | 0                  | 26       | 2     |
| Palmeiras           | Total        | 67       | 5     | 52       | 2        | 15            | 1             | 18                 | 1                  | 152      | 9     |
| Udinese             | 2011–12      | 37       | 1     | —        | —        | 1             | 0             | 11                 | 1                  | 49       | 2     |
| Udinese             | 2012–13      | 32       | 2     | —        | —        | 1             | 0             | 8                  | 0                  | 41       | 2     |
| Udinese             | 2013–14      | 36       | 1     | —        | —        | 3             | 0             | 4                  | 0                  | 43       | 1     |
| Udinese             | 2014–15      | 37       | 2     | —        | —        | 3             | 0             | —                  | —                  | 40       | 2     |
| Udinese             | 2015–16      | 34       | 0     | —        | —        | 3             | 0             | —                  | —                  | 37       | 0     |
| Udinese             | 2016–17      | 36       | 2     | —        | —        | 1             | 0             | —                  | —                  | 37       | 2     |
| Udinese             | 2017–18      | 32       | 1     | —        | —        | 3             | 1             | —                  | —                  | 35       | 2     |
| Udinese             | Total        | 244      | 9     | 0        | 0        | 15            | 1             | 23                 | 1                  | 282      | 11    |
| Bologna             | 2018–19      | 35       | 1     | —        | —        | 1             | 0             | —                  | —                  | 36       | 1     |
| Bologna             | 2019–20      | 30       | 2     | —        | —        | 1             | 0             | —                  | —                  | 31       | 2     |
| Bologna             | 2020–21      | 35       | 0     | —        | —        | 1             | 0             | —                  | —                  | 36       | 0     |
| Bologna             | Total        | 100      | 3     | 0        | 0        | 3             | 0             | 0                  | 0                  | 103      | 3     |
| Parma               | 2021-22      | 29       | 1     | —        | —        | —             | —             | —                  | —                  | 29       | 1     |
| Parma               | Total        | 29       | 1     | 0        | 0        | 0             | 0             | 0                  | 0                  | 29       | 1     |
| Career total        | Career total | 642      | 32    | 155      | 10       | 53            | 2             | 66                 | 4                  | 916      | 48    |

## Palmarés

### Títulos nacionales
| Título                | Club                | País   | Año  |
| --------------------- | ------------------- | ------ | ---- |
| Serie C               | Ituano F. C.        | Brasil | 2003 |
| Campeonato Paranaense | Atlético Paranaense | Brasil | 2005 |